# 知多半島道路
知多半島道路（ちたはんとうどうろ、英語: CHITAHANTO ROAD）は、愛知県名古屋市緑区から同県半田市に至る自動車専用道路。愛知道路コンセッションが管理する一般有料道路である。
高速道路ナンバリングによる路線番号は、大高インターチェンジ (IC)  - 半田中央ジャンクション (JCT) 間が知多横断道路・中部国際空港連絡道路ともに「E87」が割り振られている。

## 概要
地域高規格道路知多中央道路、愛知県道55号名古屋半田線の一部で、通称「知多中央道」の名称で呼ばれることもある。1970年（昭和45年）7月15日、日本道路公団により供用開始。1983年（昭和58年）6月1日に愛知県道路公社に事業譲渡された。
開業当初は全線2車線（片側1車線）であったが、用地は4車線分確保されていた。日本道路公団時代は、わずかに大府ICと阿久比IC間の一部が、登坂車線を兼ねる形で片側2車線になっていただけで、海水浴シーズンの夏季は大渋滞していた。愛知県道路公社に事業譲渡されてから、全線4車線に拡幅され、渋滞は大幅に改善された。セントレアライン・南知多道路とともに、全区間ETC利用可能。ETC導入時は、南知多道路の末端区間のみETCが利用できなかった。
かつては半田IC付近に本線料金所があり南知多道路と区分されていたが、現在は廃止され一本の道路として運用されている。
知多半島道路のパーキングエリア (PA) は、阿久比PA（半田方面のみ）と大府PAの2か所存在する。2018年7月にリニューアルオープンした。建物の設計・デザインは隈研吾の監修で、施設愛称は大府PAが華の種、阿久比PAが大地の種、両施設合わせて愛知多の種（あいちたのたね）。ショップ・レストランの運営は三重県にあるアクアイグニスが行っている。2022年5月には大府PAの半田方面エリアもオープンした。こちらは海の種という愛称が付けられている。
料金徴収期間は、1970年7月15日から2046年3月31日。

## 歴史
- 1954年（昭和29年） : 知多半島の関係市町村が知多中央道路建設期成同盟会を結成[5]。
- 1958年（昭和33年）8月 : 愛知用水着工決定を機に期成同盟会が愛知県に道路建設を陳情。用水工事で生じた土砂や水路堤防を活用して知多半島縦貫道路の建設を目指す。県知事の桑原幹根が前向きな姿勢を示し、翌年度より調査を開始[6]。
- 1962年（昭和37年）8月5日 : 期成同盟会臨時総会の席上で日本道路公団関係者が知多中央道路建設計画を発表。知多半島を縦断する46.2 kmの有料道路で、名古屋 - 半田間21.1 km間を第一期工事として日本道路公団が、半田以南23.8 kmを第二期工事として愛知県が建設を担当する[6]。
- 1965年（昭和40年）
  - 3月5日 : 日本道路公団知多半島道路工事事務所が開所[6]。
  - 5月10日 : 道路中心線を定める測量を開始[6]。
  - 12月28日 : 知多半島道路事業許可[7]。
- 1968年（昭和43年）10月30日 : 半田IC予定地で起工式[7]。
- 1970年（昭和45年）7月15日 : 日本道路公団管理として阿久比IC・半田IC間供用開始[8]。半田ICで南知多道路と直結。
- 1971年（昭和46年）7月15日 : 大高IC・阿久比IC間が供用開始し全線開通[8]。
- 1979年（昭和54年）7月25日 : 大高ICで名古屋高速3号大高線に接続。
- 1983年（昭和58年）6月1日 : 日本道路公団から愛知県道路公社に移管[9]。
- 1986年（昭和61年）8月 : 全線4車線化および半田北IC新設事業変更許可、工事着手[9]。
- 1988年（昭和63年）
  - 4月26日 : 名古屋高速を介し東名阪自動車道と接続。
  - 10月 : 一般有料道路事業から総合有料道路事業に事業変更許可[9]。
- 1989年（平成元年）4月26日 : 大高IC・大府IC間3.7 km 4車線化供用開始[9]。
- 1990年（平成2年）
  - 4月26日 : 大府IC・阿久比PA間15.8 km 4車線化供用開始[9]。
  - 6月 : 事業中の半田北ICを半田常滑ICに名称変更[9]。
- 1991年（平成3年）1月24日 : 全線4車線化供用開始。半田常滑IC供用開始。交通管制システム導入[9]。
- 1994年（平成6年）
  - 9月 : 大府北IC、東浦ICの新設および大府PA、阿久比PA拡張事業変更許可[9]。
  - 12月 : 地域高規格道路計画路線「知多中央道路」に指定[9]。
- 1998年（平成10年）
  - 2月18日 : 大府ICを大府東海ICに名称変更。また事業中の東浦ICおよび大府北ICをそれぞれ東浦知多IC、大府西ICに名称変更[10]。
  - 3月30日 : 大府西IC供用開始[10]。
- 1999年（平成11年）
  - 4月1日 : 東浦知多IC供用開始[10]。
  - 11月24日 : 改良後の大府PA、阿久比PA供用開始[9]。売店および食堂がオープン[11]。
- 2001年（平成13年）8月 : 知多半島道路、知多半島横断道路（現・知多横断道路）との料金プール制を導入[9]。
- 2004年 (平成16年) 8月: ETC導入[12]。
- 2005年（平成17年）1月30日 : 半田常滑ICを半田中央ICに名称変更。同時に半田中央JCTが供用開始し知多横断道路と接続。
- 2016年（平成28年）
  - 8月31日 : 愛知道路コンセッション（民間事業者）が愛知県道路公社と公共施設等運営権実施契約を締結[2]。
  - 10月1日 : 愛知県道路公社から愛知道路コンセッションに移管。
- 2018年（平成30年）7月18日 : 大府PA、阿久比PAが愛知多の種としてリニューアルオープン。
- 2022年（令和4年）5月28日 : 大府PAの下り線が供用開始[13]。

## インターチェンジなど
- IC番号欄の背景色が■である部分については道路が供用済みの区間を示している。また、施設名欄の背景色が■である部分は施設が供用されていないか、廃止されたことを示す。
- 略字は、ICはインターチェンジ、JCTはジャンクション、TBは本線料金所、PAはパーキングエリアをそれぞれ示す。
- IC番号は付けられておらず、IC番号に当たる位置にはインター名が記載されている。案内標識は高速自動車国道と同じ緑色のものが使われている[14]。

| IC番号              | 施設名          | 接続路線名                                                   | 起点から (km) | 備考         | 所在地         |
| ------------------- | --------------- | ------------------------------------------------------------ | ------------- | ------------ | -------------- |
| -                   | 大高IC          | 国道23号（名四国道）・名古屋高速道路3号大高線                | 0.0           |              | 名古屋市緑区   |
| -                   | JCT（名称未定） | E1A 伊勢湾岸自動車道                                         |               | 計画中       | 大府市         |
| -                   | 大府西IC        | 国道302号（名古屋環状2号線） E1A 伊勢湾岸自動車道 大府IC方面 | 2.6           | 半田方面のみ | 大府市         |
| -                   | 大高TB          |                                                              |               |              | 大府市         |
| -                   | 大府PA          |                                                              |               |              | 大府市         |
| -                   | 大府東海IC      | 国道155号                                                    | 7.2           |              | 大府市         |
| -                   | 東浦知多IC      | 県道23号東浦名古屋線                                         | 10.3          |              | 知多郡東浦町   |
| -                   | 阿久比IC        | 県道46号西尾知多線                                           | 14.0          |              | 知多郡阿久比町 |
| -                   | 阿久比PA        |                                                              |               | 半田方面のみ | 知多郡阿久比町 |
| -                   | 半田中央IC/JCT  | E87 知多横断道路 県道265号碧南半田常滑線                     | 19.0          |              | 半田市         |
| -                   | 半田IC/TB       | 県道34号半田常滑線                                           | 20.9          |              | 半田市         |
| 南知多道路 豊丘方面 |                 |                                                              |               |              |                |

## 通過する自治体
- 愛知県
  - 名古屋市（緑区） - 大府市 - 東海市 - 大府市 - 東海市 - 大府市 - 知多郡東浦町 - 知多郡阿久比町 - 半田市

## 交通量
24時間交通量（台）　道路交通センサス
| 区間                      | 平成17（2005）年度 | 平成22（2010）年度 | 平成27（2015）年度 |
| ------------------------- | ------------------ | ------------------ | ------------------ |
| 大高IC -大府西IC          | 58,613             | 55,316             | 62,852             |
| 大府西IC - 大府東海IC     | 58,613             | 53,571             | 58,146             |
| 大府東海IC - 東浦知多IC   | 56,114             | 51,332             | 56,193             |
| 東浦知多IC - 阿久比IC     | 50,765             | 44,757             | 49,968             |
| 阿久比IC - 半田中央IC/JCT | 50,765             | 36,288             | 41,259             |
| 半田中央IC/JCT - 半田IC   | 23,679             | 21,402             | 23,313             |

（出典：「平成22年度道路交通センサス」・「平成27年度全国道路・街路交通情勢調査」（国土交通省ホームページ）より一部データを抜粋して作成）
- 令和2年度に実施予定だった交通量調査は、新型コロナウイルスの影響で延期された[17]。